# ジャスティスガンダム
ジャスティスガンダム (JUSTICE GUNDAM) は、テレビアニメ『機動戦士ガンダムSEED』以降のコズミック・イラ (C.E.) 作品に登場する架空の兵器。「ガンダムシリーズ」に共通して登場する人型ロボット兵器モビルスーツ (MS) のひとつであり、作中の国家勢力のひとつであるプラントの軍事組織ザフトの試作機。バッテリー動力式MSが主流のC.E.世界において核動力を採用した機体であり、同じ核動力機であるフリーダムガンダムやプロヴィデンスガンダムなどと同格の高性能機とされる。赤基調のカラーリングと鶏冠状に突出した頭部センサー、遠隔操作が可能な着脱式の大型バックパックが特徴で、主人公キラ・ヤマトの友人でザフト軍人である「アスラン・ザラ」が劇中後半で搭乗する。
本項では、続編の『機動戦士ガンダムSEED DESTINY』に登場するインフィニットジャスティスガンダムや、劇場用アニメ『機動戦士ガンダムSEED FREEDOM』に登場するイモータルジャスティスガンダムといった後継機についても解説する。なお劇中では、オリジナル機やこれら後継機を一括して単に「ジャスティス」と呼ばれる。

## 設定・デザイン
メカニックデザインはいずれも大河原邦男が担当している。大河原に寄せられた福田のラフ案では、大型モビルアーマー (MA) と合体するMSというコンセプトであった。決定稿においても採用されているリフター（独立機動ユニット）搭乗や水平展開のほか、高速移動形態や二刀流で戦うなどのメモ書きもされていたが、これらは没となっている。デザイン初期にはジャスティスも万能型MSとする案もあったが、決定稿では鳴りを潜め、これらの要素は近い時期にデザインされたストライクガンダムのI.W.S.P.に引き継がれている。

## 設定解説
プラント国防委員長、およびのちの評議会議長であるパトリック・ザラの指示のもと、ザフトが地球連合軍から奪取したGAT-Xシリーズ（G兵器）のデータを注ぎ込み、統合3局によって開発された試作型MS。奪取した機体の1機であるイージスの後継機として作られた機体であり、兄弟機である「ZGMF-X10A」とともにC.E.71年4月1日にロールアウトした。「ナチュラルに正義の鉄槌を下し、コーディネイターの真の自由を勝ち取る」旗印となるべく、ZGMF-X09Aは「ジャスティス」、ZGMF-X10Aは「フリーダム」と命名された。
基本構造はゲイツをベースとしつつ、ニュートロンジャマー（Nジャマー）の効果を打ち消す「ニュートロンジャマーキャンセラー」 (NJC) を搭載した核エンジンを主機関とすることで無限に近いエネルギーを獲得。これによって兵装の大幅な出力向上と従来機をはるかに上回る稼働時間延長を両立し、フェイズシフト装甲（PS装甲）の稼働限界も消失した。ただし、弾薬、推進剤、酸素の搭載量には依然として限度がある。安定稼働と制御を実現するため、専用のMS・ネオ・オペレーション・システム「G.U.N.D.A.M Complex」が実装されている。
本機最大の特徴は、連合のストライクで実用化された背部の外付け式フライトユニットの発展型「ファトゥム-00」にある。ファトゥムの遠隔操作機能を活用した合体・分離戦法により別の無人機（僚機）と連携するかのような多重攻撃に用いることも可能としている。単純な総合火力では多数の固定火器を有するフリーダムには一歩およばないものの、その高い機動性と攻撃能力からC.E.71年におけるトップクラスの機体となっている。

### 機体構造
コックピット
フリーダムやプロヴィデンスと共通構造。内部は機体の動きと連動する全天周囲モニターの回転型を採用し、コンソールにはマルチロックオン対応の球体型立体表示パネルが搭載され、機体のポテンシャルを最大限に発揮できるよう工夫されている。上方の搭乗口に向けてシート自体が昇降し、外部に露出する方式になっている。
脚部
G兵器の特徴を反映しつつ、胴体や脚部のフォルムはザフト在来機のシグーを連想させる意匠となっている。

### 武装
MMI-GAU1 サジットゥス 20mm近接防御機関砲
ピクウスよりも小口径なぶん速射性に優れるマイウス・ミリタリー・インダストリー (MMI) 社製の頭部機関砲。
RQM51 バッセル ビームブーメラン
ビーム刃に対する干渉反応を利用し投擲軌道をコントロールすることができる、三又構造の肩部ブーメラン。ストライクとの交戦データから有用性に着目された装備で、機体の製造後期に実装へと至った。
MA-M01 ラケルタ ビームサーベル
フリーダムと共通のマティウス・アーセナリー (MA) 社製ビームサーベル。
核エネルギーの供給により、GAT-X機の装備よりも高出力かつ長刀身のビーム刃を形成する。2基の柄を連結させた「アンビデクストラス・ハルバード」と呼ばれる双刃の槍（スピアー）形態にもなる。
MA-M20 ルプス ビームライフル
フリーダムと共通のビームライフル。
火器運用試験型ゲイツ改でのテストを経て採用されたもので、核エネルギー供給により初期GAT-X機の装備よりも高出力を発生する。不使用時は本体腰部背面のラッチに懸架される。
ラミネートアンチビームシールド
フリーダムと共通の防御装備。ローラシア級艦の甲板技術を転用した軽量かつ硬質の盾で、材質にラミネート装甲材が使用されている。表面右側の突出部分には、ライフルの銃口を差し入れるための銃眼（ガンポート）を備える。
ファトゥム-00（ファトゥム・ダブルオー）
MS支援空中機動飛翔体グゥルの発展型であるMS支援空中機動飛翔体。
ゲイツ改に採用されたプロトタイプにスラスターの倍化などの改良を加えた装備で、ユニット自体にもPS装甲が採用されている。
通常時のまま翼を広げた電撃侵攻向けの飛行形態から、ユニット全体を水平に展開した加速・機動・砲撃力強化のフライヤー形態に移行し、ファトゥム単体での遠隔操作や自動操縦、グゥルのようにMSを登場させてのサブフライト運用にも対応する
GAU5フォルクリス 機関砲
エンジンブロックからフォルティス砲身間に内蔵された機関砲で、必要に応じて弾種を炸裂弾や徹甲弾に変更される。
M9M9ケルフス 旋回砲塔機関砲
エンジンブロック上部に搭載された実弾砲塔で、360度全方向への射角を備える。
MA-4Bフォルティス ビーム砲
ユニット前部に2門搭載されている高出力・速射型ビームキャノン。ジンなどのバルルス改特化重粒子砲と、バスターに装備された超高インパルス砲の技術が転用されている。

### 劇中での活躍
『SEED』本編ではキラによって奪取されたフリーダムの奪還、関連人物・施設の排除のためにアスランに与えられるが、オーブ連合首長国攻防戦でアスランは敵であるはずのフリーダムやアークエンジェルに加勢し、ラクス・クライン率いる「クライン派」の戦力として、ザフト・地球連合間の戦争終結のために戦う。宇宙脱出後はクライン派がザフトから奪取した本来の運用母艦であるエターナルにフリーダムとともに搭載され、左肩と左足首に新たな識別番号の「102」が追加される。
第二次ヤキン・ドゥーエ攻防戦の最終局面ではフリーダムと連携してカラミティを撃破し、カガリ・ユラ・アスハのストライクルージュとともに発射直前にあったジェネシスの内部に突入。アスランの機転による本機を核爆発させるという手段でジェネシスを破壊する。

### リアルタイプカラー
『SEED』20周年を記念して発表された、大河原邦男による特別カラー&マーキング仕様。緑とグレーを基調としたフリーダムに対し、こちらは青とグレーの配色となっている。
このカラーをプラスチック成型色と付属のシール・デカールで再現したマスターグレード (MG) 版のガンプラも限定販売されている。

## インフィニットジャスティスガンダム
『SEED』終了から2年後のC.E.73年を舞台とした『機動戦士ガンダムSEED DESTINY』に登場。
アニメに先行して発表された各メディアの表記では「ナイトジャスティスガンダム」とされていた。設定製作に携わった森田繁は、当初は銀色のジャスティスとするアイデアがあったことを示唆している。
設定解説
ターミナルが秘密裏に奪取したプラントの設計データをもとに、兵器開発製造拠点である「ファクトリー」で開発された機体。キラ自身が開発を主導し、旧ジャスティスとセカンドステージシリーズの技術を投入しつつ、アスランの戦闘データを反映した調整とストライクフリーダムとの連携を前提とした設計がなされている。
動力に「ハイパーデュートリオンエンジン」を採用したことによって先代ジャスティスの数倍の戦闘力の獲得に成功し、PS装甲材製のフレームを採用したことで対弾性・堅牢さが増強され、駆動による負荷に対する強度が格段に向上。機体への過負荷が発生した際にストライクフリーダムのフレームが金色に発光するのと同様に、こちらは銀色の発光現象が伴う。また、肩部をはじめとしたスラスターの増設によって、運動性の向上も図られた。その機体性能は、兄弟機であるストライクフリーダム、敵側でザフト正規軍製のデスティニー、レジェンドに匹敵するとされる。
専用OSの「G.U.N.D.A.M Complex」もアップデートされ、先代機の「マルチロックオンシステム」やミーティアとの連携機能も継承されている。

### 武装（インフィニットジャスティス）
MMI-M19L 14mm2連装近接防御機関砲
ガズウートの装備を改良した頭部の小口径機関砲。推薬の改良による初速向上と、対装甲用の摩擦軽減コーティングによって、旧ジャスティスのものよりも約25パーセント増しのストッピングパワーを発揮し、装弾スペースも20パーセント拡張されている。
MMI-GAU26 17.5mmCIWS
胸部インテーク上下の両脇腹に搭載された牽制用火器。配置の都合上、自由度は低いものの正面方向に濃密な弾幕を形成可能。
MA-M1911 高エネルギービームライフル
先代機のルプスを改修した専用火器。フォアグリップを不採用とするなど取り回しを重視した構造となっている。不使用時は先代機と同様に腰部背面に懸架され、ミーティアと合体時はビームキャリーシールドとともにウェポンベイに格納される。
MA-M02Gシュペールラケルタ ビームサーベル
ストライクフリーダムと格闘装備。
先代機のMA-M01ラケルタを改良した装備。2刀連結状態の「アンビデクストラス・ハルバード」も引き続き利用可能。最終決戦ではデスティニーのアロンダイトを真っ二つにし、同機の左手を掌底武装であるパルマフィオキーナごと斬り潰した。
MR-Q15Aグリフォン ビームブレイド
膝下と爪先の甲にある発生器から形成される斬撃装備で、セカンドシリーズのガイアが装備するMRQ-17X グリフォン2の前型装備。ビーム刃を蹴りに連動して繰り出すことで、格闘戦闘能力を大きく高めている。ファトゥム-01にも同型武装が搭載されているが、本体の設計がファトゥムよりも先行したため、旧世代モデルを組み込んでいる。類似装備をもつイージスでの運用実績があるアスランの専用装備でもある。
MX-2002 ビームキャリーシールド
ビームシールドジェネレーター、ビームブーメラン、ワイヤーアンカーを内蔵する複合防盾兵装。そのため、シールド自体が兵装のキャリアとしての意味合いが強い。通常は後述のEEQ08とRQM55が装備されているが、マウントの形状を変更することで他兵装も携行可能。ビームシールドはデスティニーの高エネルギー長射程ビーム砲を無効化する防御性能をもち、盾自体が機体と同じVPS装甲であるため実弾・打撃にも強い。小説版では対ビームコーティングがなされた装備とされ、オーブ艦数隻の艦砲にも耐えるレクイエムの陽電子リフレクターを容易に突破する。
RQM55 シャイニングエッジ ビームブーメラン
キャリーシールド外縁に設置されたビームブーメラン。ビーム場を形成する力場と空間の相互作用によって、空力が作用しない大気圏外での運用も可能となっている。シールドに装着したままで大型ビームサーベルとしても運用可能。本装備がシールドに搭載されたため、先代機でビームブーメランを装着していた肩部にサイドキックスラスターが新設されている。
EEQ08 グラップルスティンガー
キャリーシールド外装部に格納される有線射出式クロー。クローでの打突や拘束、ワイヤーでの捕縛にも使用される。
テレビ放送時は未使用であるが、「FINAL PLUS 選ばれた未来」の描き下ろしオープニングや、高山瑞穂の漫画版4巻、「HDリマスター版」第49話 (PHASE-50) などで使用場面がある。
ファトゥム-01（ファトゥム・ゼロワン）
ファトゥム-00の発展型。主翼がアスペクト比の大きな可変翼となり、スラスターの高出力化とあいまってより強力な空間機動を実現している。さらに機体底面に追加されたグリップによってMSの牽引も可能となった。占有スペースに比して威力の低い実弾兵装が省略されている一方で、複数のビームサーベルや実体刃が装備されており、ユニット自体を格闘装備として使用することも可能となっている。
対装甲ナイフ
インパルス用のM71-AAK フォールディングレイザー対装甲ナイフを大型化したような機首部分の突撃武装で、VPS装甲展開時は黄色く変色する。
MA-6Jハイパーフォルティス ビーム砲
先代の00に搭載されていたフォルティスや、セイバーに搭載されていたスーパーフォルティスの中間にあたる装備。
MA-M02S ブレフィスラケルタ
シュペールラケルタをベースにしたショートタイプのサーベルで、前部に2基装備された可倒式の兵装。ブレフィスはラテン語で「短い」の意。
ビームキャノンとして機能する砲口の反対側に短身のビーム刃の発生口があり、砲身を180度折り畳むことで使用状態となる。
MA-M02G シュペールラケルタ
手持ちタイプを内蔵・固定化した装備で、本体から分離後に可倒式の機首を進行方向に倒して使用する。
MR-Q17X グリフォン2 ビームブレイド
両翼前縁に設置される斬撃武装で、ガイアのウイングに搭載されているものと同型。MSや敵戦艦ブリッジを両断できる威力を有している。

### 劇中での活躍（インフィニットジャスティス）
第42話でラクスが搭乗した本機をキラのストライクフリーダムがけん引するかたちで、ザフトの侵攻を受けていたオーブ本土に降下。アークエンジェルに収容後はアスランが負傷を押して搭乗し、シン・アスカ駆るデスティニーの右腕を切り落として撤退に追い込む。
その後、新たに組織されたオーブ軍第2宇宙艦隊の所属機としてメサイア攻防戦などで活躍し、ルナマリア・ホーク駆るインパルスや再戦となったデスティニーを撃破。次いでミネルバのメインスラスターをファトゥム-01の突貫攻撃によって破壊して航行不能にし、ネオ・ロアノーク（ムウ・ラ・フラガ）駆るアカツキとともに陽電子リフレクターシールドを突破して大量破壊兵器「レクイエム」の内部に侵入、ファトゥム-01による特攻で砲内部を破壊する。
『FINAL PLUS 選ばれた未来』『スペシャルエディション完結編 自由の代償』で追加された場面では、そのままメサイアに向かい、キラとデュランダルたちとのクライマックス場面に介入したのち、エターナルへ帰艦するストライクフリーダムとは別行動を取り、シンとルナマリアの2人を迎えにいく。さらに追加されたエピローグでは、オーブ・プラント間の停戦協議を経て最高評議会から招聘を受けたラクスが座乗するエターナルに随伴する。

### インフィニットジャスティスガンダム弐式
C.E.75年を舞台とする映画『機動戦士ガンダムSEED FREEDOM』に登場。
モルゲンレーテ社主任技師のエリカ・シモンズが、カガリの依頼を受けてインフィニットジャスティスを改修した機体。戦闘データの抽出と支援ユニットであるキャバリアーアイフリッドの性能試験に供されていたが、アスランが任務で使用するにあたり、オーブの関与を隠す目的で後述の「ズゴック」に偽装していた。ストライクフリーダム弐式などの世界平和監視機構「コンパス」所属機と同規格の全天周モニター式コックピットが採用されている。
ビームライフルとビームキャリーシールド（付属装備含む）以外の各武装が新規品に置き換えられたほか、頭頂部センサー内に奇襲用の隠しサーベル「MA-F2002 スピッツェシュヴァート ビームホーン」が追加されている。さらにファウンデーション王国軍との決戦では、ビームを通さないフェムテク装甲（FT装甲）対策として、ほかの「コンパス」機と共通の実弾砲「試製35式改レールガン」を携行する。背部には、ストライクルージュ用ストライカーパック「オオトリ」を発展させた超高速戦闘対応型ウイング「M2X32E フォランテス」を装着し、2門の「MA-M53F 高エネルギー長射程ビーム砲」と4連装2基の「AIM-1913D 自律中距離空対空ミサイル スコルピオ」を用いた射撃戦や、4枚の可動翼前端にあるビームブレイド「MA-R259 ビームライザー」を用いた格闘戦を展開する。分離後のユニットからは折り畳まれた機首が展開し、可動翼を水平に重ねた射撃形態「ガンモード」から、ビームライザーを展開した状態の4枚をX字に広げた突撃形態「スラッシャーモード」を使い分ける。

#### ズゴック
ジャスティス弐式に偽装用の外殻を被せた姿。ザフト側の水陸両用MSを演じる目的で、型式番号に「ZGMF」が使用されている。頭頂部センサーと脚裏を除くほぼすべてが装甲内に秘匿され、背部フォランテスはこの外殻越しに装着される。外殻分の重量こそ増してはいるが、この状態での機動性と運動性もかなり高い。外殻側に付属する武装は、両腕先端に内蔵されたビーム砲「Q5M2 重粒子力線砲」と、その砲口周りに配置された高強度の3枚刃式ヒートクロー「YD-5M 対装甲斬牙爪」、頭部にある6門の発射管に装填された「SAM-434 地対空ミサイル ジャーヘッド」。長距離および長期間の作戦行動では、メイリン・ホーク搭乗のキャバリアーアイフリッド0と合体したアメイジングズゴックとなり、このときに分離した背部フォランテスはキャバリアーの上部後方に装着される。この形態では、ミラージュコロイド・ステルスを用いた隠密作戦も担当する。
デザインモチーフは『機動戦士ガンダム』以降の宇宙世紀作品に登場する同名のMSで、監督の福田は同じく宇宙世紀作品に登場するアッガイを外装とすることを最初に考えたが、「ガンダムビルドシリーズ」で先にこのアイデアを使われたためにズゴックをベースとした案に変更した。デザインを担当した大河原は、無理なくジャスティス弐式に被せられる外装案を最初に提出したが、福田の強い希望を受けてより原典に近い決定案に改めている。また、ズゴックの登場は『FREEDOM』のプロデューサーの仲寿和が企画に参加した時点で決定済みだったうえ、制作発表当初はアスランが搭乗することも含めていっさいの情報が伏せられていたことから、公開後にはSNSで「ズゴック」がトレンド入りを果たすなどの反響を呼んだ。なお、福田はズゴックが（宇宙世紀版と同様にゆっくりと）立ち上がるシーンをラッシュで最初に見た際に大笑いし、悪ふざけで「これはいけるな」などと思ったという。

#### 劇中での活躍（弐式、ズゴック）
ズゴックの姿でファウンデーションとユーラシア連邦間の軍事緩衝地帯オルドア地区の戦闘に介入し、ブラックナイトスコード（ブラックナイツ）の策略で反逆者として始末されかけたキラを救助してから戦場を離脱する。宇宙進出後は、アメイジング形態でミラージュコロイド・ステルスを展開しつつ宇宙要塞アルテミスへ侵入し、キラたちラクス救助チームを送り届ける。最終決戦では敵のシュラ・サーペンタインが搭乗するブラックナイトスコード シヴァの攻撃からキラのストライクフリーダム弐式をかばって外殻を破壊され、本来の姿を現してシヴァとの一騎打ちを展開する。アコードであるシュラの読心能力への対抗策として、カガリの艶姿を思い描いたアスランの破廉恥な妄想や、カガリが搭乗するアメイジングストライクルージュ（キャバリアーアイフリッド2と合体したストライクルージュ）からの共時性パリティ通信を介した遠隔操作で機体操縦を代行させるという奇策で翻弄し、終盤に右腕を切断される反撃を受けながらも、頭部ビームホーンによる一撃でシヴァを撃破する。その後はシンたちとレクイエムの破壊に参加し、戦闘終了は地上へ戻ってカガリのストライクルージュたちと合流する。

## イモータルジャスティスガンダム
『機動戦士ガンダムSEED FREEDOM』に登場。
インフィニットジャスティスの運用データをもとに開発された「コンパス」の新型機。イモータルは「不滅」を意味する。ライジングフリーダムと共通設計の全天周式コックピットとフレームに加えて、オーブ製のムラサメの可変技術を導入した飛行型MAへの変形機構を採用し、ノンオプションでの大気圏突入能力をもつ。歴代系列機で最軽量で背部に装着された「DF2Mk3 スカイダート リフターシステム」は従来のファトゥム系のような着脱機能を排した代わりに、推力増強による運動性向上に寄与している。

### 武装（イモータルジャスティス）
MMI-GAU27Q 20mm 近接防御連装機関砲 ヴァンダーファルケ
過去の系列機と同じく、頭部左右に連装2門ずつの計4門を内蔵する。
MA-M727A3 高エネルギービームライフル
ライジングフリーダムと同型武装のマティウス・アーセナリー社製携行式ビーム砲。
MA-F2D2 ヴィーゼルナーゲル ビームブーメラン
両腰のサイドアーマーに配置された投擲武装。出力調整で手持ちのビームサーベルとしても使用される。投擲によりデストロイの腕を両断し、続けて胴体に斬り込むほど、切断力が非常に高い。
RQM75 フラッシュエッジ4 シールドブーメラン
ライジングフリーダムのフラッシュエッジG-3と同じ射出攻撃機能を備えた実体防御装備。反転させ上部先端のビームブレイドを展開し格闘武器としても使用可能。高い突進力と大型のビーム刃で陽電子リフレクター防御を貫けるほど強力。左右の展開式ウイングにはライジングフリーダムのG-3のようなビームブレイドを持たない上に本機唯一の防御兵装で射出時は無防備になる。MA時は機体保護とライフルの固定具を兼ねて機体底面（胴体前面）に懸架されるが、取り外した状態の大気圏突入も可能。
MMI-S2M5/X カルキトラ ビーム重斬脚
インフィニットジャスティスのグリフォンと同じく膝からつま先上部にかけて展開され、蹴りを斬撃に変えるビームブレイド。作中では回転蹴りを駆使した斬撃技を多用している。
Mk-1 高エネルギービーム砲
スカイダートの上部左右に内蔵された射撃武装。MA時の正面砲門となるが作中ではMS時でも砲門が前方に向いている姿も確認できる。

### 劇中での活躍（イモータルジャスティス）
作中でアスラン本人は搭乗せず「コンパス」隊員となったシンが搭乗する。ルナマリアいわく、本機を与えたのはキラの意思でシンに対する信頼の証とされる一方で、当のシン本人はアスランの愛機の系列であるため釈然としなかったとされる。ファウンデーション王国とユーラシア連邦国境付近でのブルーコスモスゲリラの鎮圧・捕縛任務に就くが、シュラ率いるブラックナイツの策略で洗脳されたキラがユーラシア側との協定を破ってユーラシア領内に侵入したことで殲滅対象とみなされ、ブラックナイトスコード ルドラ達による猛攻を受け、そこに割って入る形で同じく交戦状態となる。大量のミサイルによる集中砲火を受けながらもブラックナイツ達に善戦するが、アークエンジェルの撃沈に気を取られている隙をつかれ、グリフィン機に機体胴体部を両断され破壊される。直後に落下する残骸はヒルダ・ハーケン搭乗のギャンシュトロームが放ったミサイルで意図的に爆破され、敵に完全破壊と誤認させると同時に、その爆発で生じた隙に緊急脱出用ジェットパックを掴み脱出していたシンを空中でキャッチし救助に成功する。